# Dziennik Związkowy
Dziennik Związkowy (польское произношение: [ˈd͡ʑɛɲɲik zvjɔ̃ˈskɔvɨ], рус. Журнал профсоюзов) или Polish Daily News (рус. Польские ежедневные новости) — крупнейшая польскоязычная ежедневная газета в США. Была основана в 1908 году в Чикаго как «орган Польского национального альянса».
В декабре 2009 года была изменена титульная виньетка газеты и уменьшен формат ежедневного издания. С изменением шрифта газета стала более современной. С 2009 года она является единственной польско-язычной газетой в Чикаго.
Издание объёмом сто страниц выпускается тиражом около 30 000 экземпляров. Газета публикуется и продается по всему столичному округу Чикаго, а также по подписке — по всей территории Соединённых Штатов. Копии также отправляются для распространения в Польшу, в том числе в канцелярию Сейма, библиотеку Варшавского университета.

## История
Во время сессии 17-го Парламента Союза в Балтиморе в сентябре 1907 года был выпущен законопроект о создании ежедневной газеты под названием «Union Journal». Польский национальный союз уже имел свой печатный орган — еженедельник «Zgoda» (рус. Согласие), первый номер которого вышел 23 ноября 1881 года в Нью-Йорке (ред. Е. Одровонж). Вновь созданная ежедневная газета была основана на этой газете.
В то время, когда вышел первый номер «Dziennik Zgoda», в Чикаго выходили ещё три ежедневные газеты на польском языке: «Dziennik Chicagoski» (оригинальное написание), издаваемый Отцами Воскресения, «Dziennik Ludowy», орган Союза польских социалистов, и «Dziennik Narodowy», издаваемый независимой компанией, возглавляемой банкиром Яном Смульским.
Первым главным редактором Сейм назначил тогдашнего редактора «Згоды» Францишека Х. Яблоньского, с которым сотрудничали историк Томаш Семирадский, Станислав Орпишевский, Казимира Валукевичувна и Станислав Осада. После смерти Яблонского (28 февраля 1908 г.) пост главного редактора обоих профсоюзных изданий занял профессор Семирадский, который позже подал в отставку, оставаясь главным редактором «Згоды», а его место занял Орпишевский, который занимал этот пост до 1920 года.
В 1920 году газету возглавил редактор Ян Пшивара, а в 1928 году — Станислав Закликевич, который работал в польской прессе Буффало, Бостона, Толидо и Чикаго.
В 1931 году в Скрантоне, штат Пенсильвания, произошла смена должности главного редактора газеты. Кароль Пионткевич, известный своей работой над «Польским курьером» в Милуоки и «Народным журналом» в Чикаго, был назначен редактором и занимал эту должность до 1967 году. В состав редакции под его руководством входили, Адам Ольшевский, Хелена Молл, Юзеф Вевиура (во время Второй мировой войны был издателем «Тропической трибуны», журнала для солдат на Тихом океане), львовский защитник и бывший адвокат Генрик Вайда, эксперт по античной культуре Юлиан Кучаевский и довоенный журналист варшавской газеты «Kurier Poranny» Веслав Белиньский.
В январе 1968 года Ян Кравец, бывший подпольщик и узник немецких концлагерей Освенцима и Бухенвальда, стал главным редактором «Dziennik Związkowy». Он возглавлял газету до января 1985 года, когда его сменила первая женщина на этом посту Анна Рыхлинская. Во время её пребывания на посту главного редактора газета внесла множество изменений, добавив корреспонденции из Польши и, впервые в истории газеты — включив имена членов команды в колонтитул.
С 11 октября 1989 года по 30 сентября 2009 года должность главного редактора занимал выпускник Люблинского католического университета Войцех Бяласевич.
15 января 2008 года газета отметила свое 100-летие.
С 1 октября 2009 года по 15 марта 2013 года обязанности главного редактора исполнял журналист и историк Петр К. Домарадзкий.

## Содержание газеты
Dziennik Związkowy выходит 5 раз в неделю, освещая различные темы от местных новостей до спорта, культуры, а также широко освещая Польшу и связанные с Польшей темы в англоязычной прессе. Более тонкий ежедневный выпуск выходит с понедельника по четверг, в то время как обширный «Выпуск выходного дня» (англ. Weekend Edition) выходит каждую пятницу с широким спектром специальных разделов и вставок, а также дополнительным журналом под названием «Калейдоскоп». Также, каждую среду в газете публикуется раздел, посвященный многочисленной городской общине Чикаго, под названием «Хроника горцев». Также у газеты есть свой подкаст, в котором освещаются последние события недели.